# استئصال القولون والمستقيم
استئصال المستقيم والقولون (بالإنجليزية: Proctocolectomy)‏ يعني التدخل الجراحي لاستئصال المستقيم وكل أو جزء من القولون. وهو الطريقة الجراحية الأكثر قبولًا في حالات التهاب القولون التقرحي وداء السلائل الورمي الغدي العائلي.
يعتبر استئصال المستقيم والقولون علاجًا شافيًا لحالات التهاب القولون التقرحي، حيث أن المرض يهاجم الأمعاء الغليظة والمستقيم فقط، ولا يستطيع المرض أن يتوهج مجددًا، إلا أن الأعراض خارج الأمعاء نظل متواجدة. يمكن كذلك إجراء نفس الجراحة في حالات داء كرون التي أصابت الأمعاء الغليظة بالكامل وسببت مضاعفات، إلا أن الجراحة لا تعالج ولا تزيل المرض.